# Adolf von Ziegler
Adolf von Ziegler (* um 1850; † nach 1919) war ein deutscher Jurist und Richter.
Ziegler war Präsident des Landgerichts München II, bevor er 1907 Senatspräsident am Oberlandesgericht München wurde. Vom 1. Mai 1914 bis 31. Juli 1919 wirkte er als Präsident des Oberlandesgerichts Zweibrücken. Mit dem Prädikat Exzellenz wurde er am 1. August 1919 in den Ruhestand verabschiedet. Sein Nachfolger wurde Alexander Bilabel.

## Belege
1. ↑  Joachim Lilla: Ziegler, Adolf v. In: Staatsminister, leitende Verwaltungsbeamte und (NS-) Funktionsträger in Bayern 1918 bis 1945. Abgerufen am 1. Mai 2022.

| Personendaten    | Personendaten               |
| ---------------- | --------------------------- |
| NAME             | Ziegler, Adolf von          |
| KURZBESCHREIBUNG | deutscher Richter in Bayern |
| GEBURTSDATUM     | vor 1907                    |
| STERBEDATUM      | nach 1918                   |